# Portret van Mlle E.G.
Portret van Mlle E.G. (Frans: Portrait de Mlle E.G., Engels: Portrait of Mlle E.G., ook Eva Gonzalès) is een olieverfschilderij van de Franse kunstschilder Édouard Manet uit 1870. Het is een portret van Eva Gonzalès, leerling van Manet, aan haar schildersezel. Het schilderij bevindt zich in de collectie van de National Gallery (Londen).

## Afbeelding
Eva Gonzalès, Manets enige leerling, is afgebeeld in de studio van de schilder, terwijl ze werkt aan een bloemstilleven. Gonzalès is afgebeeld in een witte jurk met decolleté. De afbeelding doet denken aan zelfportretten van vrouwelijke kunstschilders uit de achttiende eeuw, die zichzelf in sjieke jurken achter hun schildersezel afbeeldden als teken van hun succes. Kunsthistorica Bridget Alsdorf ziet in de afbeelding de problematische relatie tussen mannelijke en vrouwelijke kunstschilders in die periode. Mannelijke schilders die vrouwelijke collega's afbeeldden deden dit zelden met verwijzing naar het schildersvak. Dit schilderij is hierop een uitzondering, maar de weinig praktische witte jurk toont voor Alsdorf het ongemak bij het afbeelden van een vrouwelijke kunstenaar.
De witte jurk, geschiderd met vloeiende penseelstreken, vult een groot deel van het schilderij en contrasteert met de donkere achtergrond van de studio.
Het afgebeelde bloemstilleven is een kopie van een ets van Jean-Baptiste Monnoyer (1636–1699). Merkwaardig is dat het stilleven al ingelijst is afgebeeld op de ezel. Op de grond ligt een half opgerold papier met de handtekening van Manet, als teken dat Gonzalès Manets leerling was.

## Geschiedenis
Manet begon aan het schilderij in de zomer van 1869. Gonzalès moest verschillende keren poseren voor het portret. In maart 1870 was het schilderij klaar en het werd tentoongesteld op de Parijse salon van dat jaar. De ontvangst door critici en publiek was slecht. Het portret werd onhandig en belachelijk genoemd. Eva Gonzalès was dat jaar ook aanwezig op de Parijse salon met een eigen werk Enfant de troupe.
Manet schonk het schilderij aan Gonzalès en na haar dood in 1883 kwam het in het bezit van haar weduwnaar Henri Guérard. Na zijn dood in 1897 erfde zijn tweede vrouw en zus van Eva Gonzalès, Jeanne Guérard‐Gonzalès, het schilderij. Zij verkocht het aan Gaston‐Alexandre Camentron die het op zijn beurt verkocht aan Paul Durand‐Ruel in 1899. Sir Hugh Lane kocht het van hem in 1906. Op Homage to Manet van de Ierse schilder William Orpen is het doek afgebeeld in de New English Art Club. Dit schilderij uit 1909 toont vooraanstaande Britse schilders van het impressionisme en kunstcritici. In 1917 liet Lane het werk na aan de National Gallery.

## Afbeeldingen

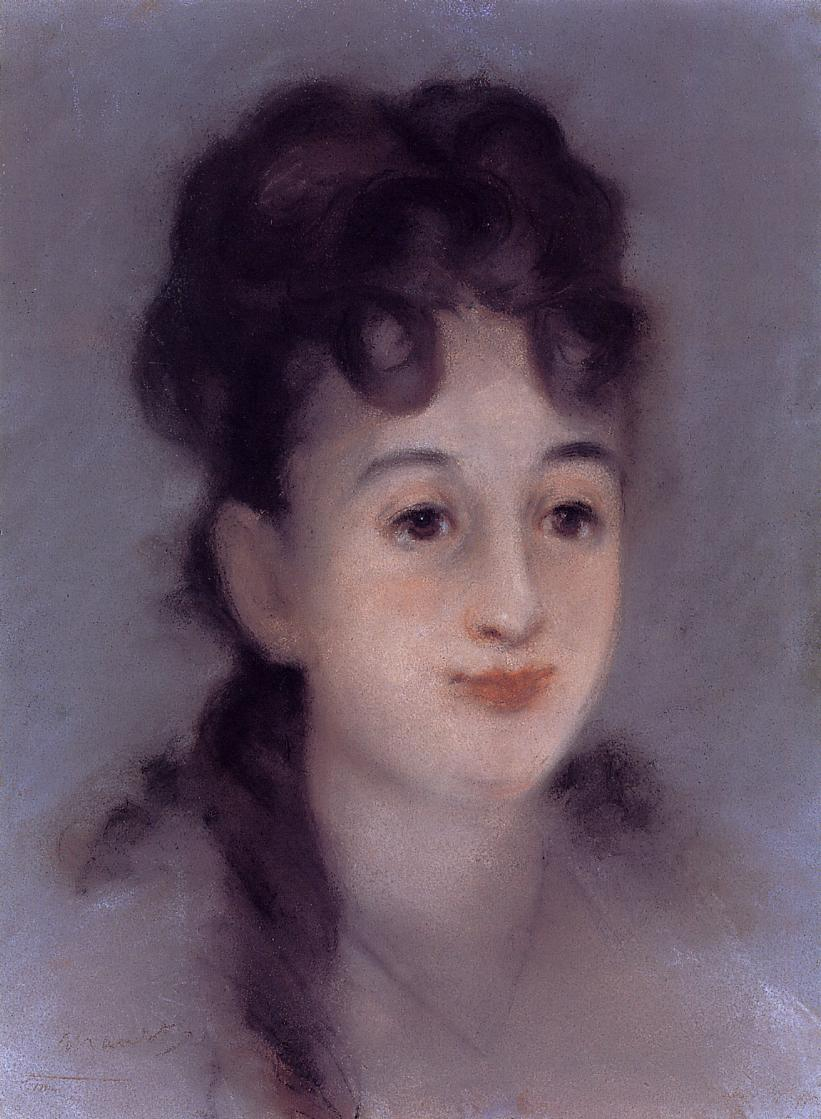
Édouard Manet, Eva Gonzalès (pastel, 1878)
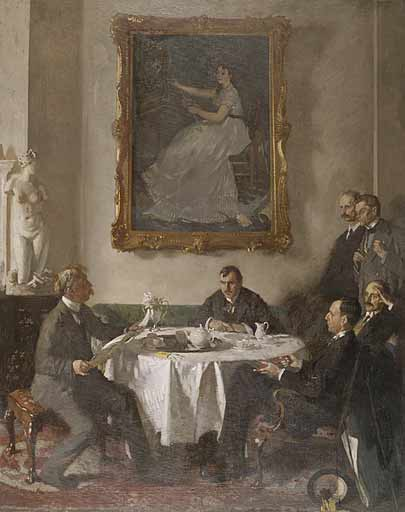
William Orpen, Homage to Manet